# Filip Wolański (historyk)
Filip Karol Wolański (ur. 24 września 1971 we Wrocławiu) – polski historyk specjalizujący się w historii Europy, historii kultury, historii mentalności i komunikacji społecznej oraz historii wczesnonowożytnej; nauczyciel akademicki związany z uczelniami we Wrocławiu.

## Życiorys
Urodził się w 1971 roku we Wrocławiu. Po maturze w X Liceum Ogólnokształcącym w 1990 roku podjął studia dzienne na kierunku historia na Uniwersytecie Wrocławskim, zakończone w 1995 roku zdobyciem tytułu magistra. Kontynuował dalsze kształcenie w ramach studiów doktoranckich. W 1999 uzyskał stopień naukowy doktora nauk humanistycznych w zakresie historii na podstawie pracy pt. Europa jako punkt odniesienia w postrzeganiu przestrzeni geograficznej przez szlachtę polską w osiemnastym wieku w świetle relacji podróżniczych i geograficznych, napisanej pod kierunkiem prof. Bogdana Roka.
Podjął pracę na stanowisku adiunkta w Zakładzie Historii Polski i Powszechnej od XVI do XVIII wieku w Instytucie Historycznym Uniwersytetu Wrocławskiego. W 2012 roku Rada Wydziału Nauk Historycznych i Pedagogicznych Uniwersytetu Wrocławskiego nadała mu stopień naukowy doktora habilitowanego nauk humanistycznych w zakresie historii o specjalności historia nowożytna na podstawie rozprawy nt. Kaznodziejstwo bernardyńskie w staropolskim systemie komunikacji społecznej schyłku epoki saskiej. Studium kształtowania wyobrażeń i postaw. Od maja 2017 roku na stanowisku profesora Uniwersytetu Wrocławskiego. Od 2017 roku kieruje Pracownią Historii kultury staropolskiej i jej dziedzictwa w Instytucie Historycznym. 
W 2012 roku został wybrany na zastępcę dyrektora Instytutu Historycznego Uniwersytetu Wrocławskiego do spraw nauki i współpracy z zagranicą. Od 1 września 2020 roku pełni funkcję dyrektora Instytutu Historycznego Uniwersytetu Wrocławskiego. Członek Rady Uniwersytetu Wrocławskiego w kadencji 2025-2028.
Pełnił funkcję prezesa Wrocławskiego Towarzystwa Miłośników Historii (Odział Polskiego Towarzystwa Historycznego we Wrocławiu) w kadencji 2022-2025. W maju 2025 r. wybrany został ponownie na to stanowisko w kadencji 2025-2028. 
Członek Prezydium Zarządu Głównego Polskiego Towarzystwa Historycznego w kadencji 2022-2025.
Poza Uniwersytetem Wrocławskim pracował także w Instytucie Bezpieczeństwa i Spraw Międzynarodowych na Wydziale Nauk Społecznych i Dziennikarstwa Dolnośląskiej Szkoły Wyższej we Wrocławiu.
Wypromował sześciu doktorów w zakresie historii wczesnonowożytnej Polski. 

## Dorobek naukowy
Zainteresowania naukowe Filipa Wolańskiego koncentrują się wokół zagadnień związanych z historią nowożytną ze szczególnym uwzględnieniem historii Europy, historii kultury, a także historii mentalności. Do jego najważniejszych publikacji naukowych należą:
- Europa jako punkt odniesienia dla postrzegania przestrzeni geograficznej przez szlachtę polską osiemnastego wieku w świetle relacji podróżniczych i geograficznych, Wrocław 2002.
- Staropolski ogląd świata - problem inności, Toruń 2007.
- Staropolski ogląd świata. Rzeczpospolita między okcydentalizmem a orientalizacją, Toruń 2009.
- Tożsamość i odmienność, Toruń 2011.
- Kaznodziejstwo bernardyńskie w staropolskim systemie komunikacji społecznej schyłku epoki saskiej. Studium kształtowania wyobrażeń i postaw, Toruń 2012.
- F. K. Bohusz, Dzienniki podróży, wstęp i oprac. F. Wolański, (seria Peregrinationes Sarmatarum, vol. III), Kraków-Wrocław 2014.
- Korespondencja i gazetki rękopiśmienne Jędrzeja Kitowicza z lat 1771-1776, oprac. T. Ciesielski, S. Górzyński, F. Wolański, Warszawa - Bellerive-sur-Allier 2017.
- Oświecenie nieoświecone. Człowiek, natura i magia, red. D. Kowalewska, A. Roćko, F. Wolański, Warszawa 2018.
- Europejskie drogi staropolskich peregrynantów. Relacje Teofila Szemberga, Protazego Neveraniego i Franciszka Bielińskiego, Kraków-Wrocław 2018.
- Oświecenie nieoświecone. Tradycja, tożsamość, odmienność, red. D. Kowalewska, A. Roćko, F. Wolański, Toruń 2022.